# Bert Whalley
Herbert Whalley detto Bert (Ashton-under-Lyne, 6 agosto 1912 – Monaco di Baviera, 6 febbraio 1958) è stato un calciatore e allenatore di calcio britannico.
Giocò per il Manchester United tra il 1935 e il 1946, per poi assistere il manager Matt Busby alla guida della stessa società fino al 1958, anno in cui morì nel disastro aereo di Monaco di Baviera.
Nato ad Ashton-under-Lyne, nel Lancashire, Whalley giocò dapprima per lo Stalybridge Celtic, e debuttò con il Manchester United nel 1935 nel ruolo di centrocampista.
Le sue presenze complessive con i Red Devils (circa 40) furono fortemente condizionate e limitate dalla seconda guerra mondiale.

## Palmarès

### Giocatore

#### Competizioni nazionali
- Second Division: 1

Manchester United: 1935-1936